# Zmarli w październiku 2018

## Październik 2018
- 31 października
  - José Araújo – brazylijski piłkarz[1]
  - Józef Batko – polski żużlowiec[2]
  - Kazimierz Czyżewski – polski chirurg klatki piersiowej, prof. dr hab.[3][4]
  - Tadeusz Kraus – czeski piłkarz[5]
  - Willie McCovey – amerykański baseballista[6]
  - Teodoro Petkoff – wenezuelski polityk, dziennikarz, ekonomista[7]
  - Bogusław Puff – polski uczestnik II wojny światowej, pułkownik WP w stanie spoczynku, kawaler orderów[8]
  - Leszek Rycek – polski piłkarz[9]
  - Ken Shellito – brytyjski piłkarz i trener[10]
  - Lesław Wojtasik – polski generał brygady SZ PRL, oficer polityczny, profesor[11]
  - Roman Żelazny – polski fizyk-teoretyk, nauczyciel akademicki, profesor nauk fizycznych[12]
- 30 października
  - Dawid Azulaj – izraelski polityk, minister spraw religijnych[13]
  - Whitey Bulger – amerykański mafioso, gangster, seryjny morderca[14]
  - Maria Dudzikowa – polski pedagog, prof. zw. dr hab.[15]
  - Danuta Dunin-Wąsowicz – polska dziennikarka[16]
  - María Irene Fornés – kubańsko-amerykańska awangardowa dramaturg i reżyser[17]
  - Erika Mahringer – austriacka narciarka alpejska, medalistka olimpijska i mistrzostw świata[18]
  - Beverly McClellan – amerykańska piosenkarka[19]
  - Stanisława Morończyk – polska działaczka konspiracyjna z okresu II wojny światowej, żołnierz AK[20]
  - Rico J. Puno – filipiński piosenkarz soul, komik, aktor[21]
  - Sangharakshita – brytyjski mnich buddyjski, pisarz i popularyzator buddyzmu, założyciel Wspólnoty Buddyjskiej Triratna[22]
  - Jin Yong – hongkoński pisarz i dziennikarz, twórca wuxia xiaoshuo[23]
- 29 października
  - Germán Aceros – kolumbijski piłkarz[24]
  - Amanda Blank – amerykańska modelka, kulturystka i trenerka fitness[25][26][27]
  - Aleksander Ciski – polski konstruktor, wieloletni pracownik Instytutu Mechaniki Precyzyjnej w Warszawie [28]
  - Dave Duncan – kanadyjski pisarz[29]
  - Andrzej Kaszyński – polski działacz sportowy, handlowiec, odznaczony m.in. Srebrnym Krzyżem Zasługi[30]
  - Andrea Manfredi – włoski kolarz[31]
  - Young Greatness – amerykański raper[32]
  - Feliks Rejmund – polski elektrotechnik, dr hab.[33][34]
  - Stefan Romanowski – polski działacz i publicysta harcerski[35][36][37][38]
- 28 października
  - Joy Beverley – brytyjska piosenkarka znana z trio Beverley Sisters (ur. 1927)[39]
  - Kazimierz Czaplicki – polski prawnik, wieloletni szef Krajowego Biura Wyborczego[40]
  - Jagna Dankowska – polska reżyser dźwięku i filozof, prof. dr hab.[41]
  - Edward Dwurnik – polski malarz i grafik[42]
  - Eliza Grabowska Sznajder – polska działaczka podziemia niepodległościowego w czasie II wojny światowej, dama orderów[43]
  - Walter Krüger – niemiecki lekkoatleta, oszczepnik[44]
  - Bogusław Wdowczyk – polski działacz turystyczny, kawaler orderów[45]
- 27 października
  - Daniel Corrêa Freitas – brazylijski piłkarz[46]
  - Freddie Hart – amerykański muzyk country[47]
  - Kalina Jakóbkiewicz-Dastych – polska dziennikarka[48]
  - Bilal Saad Mubarak – katarski lekkoatleta, kulomiot[49]
  - Antônio Possamai – brazylijski duchowny katolicki, biskup[50]
  - Todd Schofield – amerykański gitarzysta[51][52]
  - Ntozake Shange – amerykańska dramaturg i poetka[53]
  - Vichai Srivaddhanaprabha – tajlandzki biznesmen, właściciel klubu Leicester City F.C.[54][55][56]
  - Małgorzata Węgrzyn – polska polityk i samorządowiec, posłanka na Sejm X kadencji (1989–1991), wójt i naczelnik gminy Klucze[57]
- 26 października
  - Nikołaj Karaczencow – rosyjski aktor[58]
  - Baba Oje – amerykański wokalista, członek zespołu Arrested Development[59]
  - Valentin Masengo – duchowny z Demokratycznej Republiki Konga, biskup[60]
  - Franciszek Racis – polski muzykant, skrzypek i śpiewak ludowy[61][62]
  - Emil Winkler – polski ginekolog-położnik, uczestnik konspiracji niepodległościowej w czasie II wojny światowej, kawaler orderów[63]
  - Stanisław Wydymus – polski ekonomista[64]
- 25 października
  - Sara Anzanello – włoska siatkarka[65]
  - Teresa Byszewska – polska artystka plastyczka, ilustratorka, plakacistka, graficzka, twórczyni kolaży i obrazów szytych z tkanin i koronek[66]
  - Oskar Adolf Chomicki – polski fizyk, tłumacz i lektor[67]
  - Lello Di Segni – włosko-żydowski świadek historii, przed śmiercią ostatni żyjący uczestnik deportacji rzymskich Żydów do KL Auschwitz-Birkenau[68][69]
  - Jacek Drogosz – polski redaktor prasy branżowej[70][71]
  - Sonny Fortune – amerykański saksofonista, flecista, klarnecista i kompozytor jazzowy[72][73]
  - Dorothea Kreß – niemiecka lekkoatletka, kulomiotka[74]
  - Borislav Pelević – serbski polityk i działacz sportowy, parlamentarzysta[75]
  - Thomas Teating – amerykański mnich i kapłan zakonu cystersów (trapistów)[76]
  - John Ziegler – amerykański prawnik, działacz sportowy, prezes ligi NHL[77]
- 24 października
  - Carmen Alborch – hiszpańska prawnik, polityk, działaczka kulturalna i feministyczna, minister kultury (1993–1996)[78]
  - Rudolf Gelbard – austriacki Żyd, więzień obozów koncentracyjnych, po wojnie działacz antynazistowski, dziennikarz i urzędnik[79]
  - Anatolij Gładilin – rosyjski pisarz i poeta[80]
  - Pellegrino Tomaso Ronchi – włoski duchowny katolicki, biskup Porto-Santa Rufina (1984–1985) i Città di Castello (1991–2007)[81]
  - Zdzisław Schneider – polski zawodnik i trener zapasów[82][83]
  - Wah Wah Watson – amerykański muzyk sesyjny, gitarzysta, kompozytor[84]
  - Tony Joe White – amerykański piosenkarz, gitarzysta i autor piosenek[85]
- 23 października
  - Eladio Benítez – urugwajski piłkarz[86]
  - Leokadia Dukiewicz – polska językoznawca, prof. dr hab.[87]
  - Włodzimierz Głodek – polski operator filmowy[88]
  - James Karen – amerykański aktor[89]
  - Alojz Rebula – słoweński pisarz, dramaturg, eseista i tłumacz[90]
  - Mighty Shadow – trynidadzki piosenkarz gatunku calypso[91]
  - Maria Stauber – polska pisarka, tłumaczka i architekt wnętrz[92][93]
  - Stanisław Sterkowicz – polski specjalista w zakresie teorii sportu, prof. dr hab.[94][95][96]
- 22 października
  - Gilberto Benetton – włoski przedsiębiorca i miliarder, współzałożyciel Benetton Group[97]
  - Eugenia Dudzik – polska nauczycielka, działaczka społeczna, Honorowy Obywatel Olsztyna[98]
  - Arkadiusz Jabłoński – polski szermierz uprawiający szermierkę na wózkach, medalista Igrzysk Paraolimpijskich w szermierce na wózkach, działacz społeczny[99][100][101]
  - Boris Kokoriew – rosyjski strzelec sportowy, mistrz olimpijski z Atlanty (1996)[102]
  - Tadeusz Kowalski – polski fotograf[103]
  - Janusz Kuczyński – polski zawodnik i trener lekkoatletyki[104]
  - Mahamadou Djeri Maïga – malijski separatysta, w 2012 wiceprezydent Przejściowej Rady Państwa Azawadu i de facto wiceprezydent Azawadu[105]
  - Friedrich Ostermann – niemiecki duchowny katolicki, biskup pomocniczy Münster (1981–2007)[106]
  - Milad Petrušić – serbski lekkoatleta, płotkarz[107]
  - José Varacka – argentyński piłkarz i trener[108]
  - Adam Walczyński – polski brydżysta[109]
- 21 października
  - Earl Bakker – amerykański przedsiębiorca, inżynier i filantrop, konstruktor pierwszego przenośnego rozrusznika serca[110]
  - Ilie Balaci – rumuński piłkarz i trener[111]
  - Robert Faurisson – francuski literaturoznawca i publicysta, negacjonista Holocaustu[112][113]
  - Joachim Rønneberg – norweski żołnierz, dowódca operacji Gunnerside w czasie II wojny światowej[114][115]
  - Edward Tarała – polski wojskowy, generał dywizji LWP[116]
- 20 października
  - Andrzej Brzeziński – polski specjalista w zakresie diagnostyki laboratoryjnej, dr hab. n. med.[117][118]
  - Kamil Cichewicz – polski hokeista[119][120]
  - Marie Jepsen – duńska polityk, eurodeputowana II i III kadencji[121]
  - Wim Kok – holenderski polityk, w latach 1994–2002 premier[122]
  - Elliott Ngok – hongkoński aktor[123]
  - Bogusław Nadolski – polski ksiądz katolicki, zakonnik (chrystusowiec), liturgista, profesor nauk teologicznych[124]
  - Jerzy Surdel – polski reżyser i operator, wspinacz, himalaista i podróżnik[125]
- 19 października
  - Edward Bartman – polski architekt krajobrazu, prof. dr hab.[126][127]
  - Edmund Brzozowski – polski uczestnik II wojny światowej, działacz kombatancki, kawaler Orderu Wojennego Virtuti Militari[128][129]
  - Wanda Ferragamo – włoska przedsiębiorczyni[130]
  - Andrzej Kozicz – polski zawodnik i trener kajakarstwa[131]
  - Dick Modzelewski – amerykański futbolista[132]
  - Osamu Shimomura – japoński biochemik, laureat Nagrody Nobla w dziedzinie chemii (2008)[133]
  - Stanisław Wroński – polski chemik, prof. dr hab.[134][135]
- 18 października
  - Abdul Raziq Achakzai – afgański policjant i żołnierz antytalibski, generał, dowódca Afgańskiej Policji Granicznej[136]
  - Joanna Borowiecka – polska specjalista w zakresie chemii medycznej, dr hab.[137][138][139]
  - Tadeusz Gołąbek – polski dziennikrz[140]
  - Jan Kołodziejski – polski fotograf, działacz opozycji demokratycznej w PRL[141]
  - Danny Leiner – amerykański reżyser filmowy[142]
  - Izumi Maki – japońśk alekkoatletka, biegaczka długodystansowa[143]
  - Abd ar-Rahman Siwar az-Zahab – sudański wojskowy, prezydent Sudanu w latach 1985–1986[144]
  - Jerzy Osiński – polski działacz partyjny i inżynier rolnik, wiceminister rolnictwa (1980–1981), poseł na Sejm X kadencji (1989–1991)[145]
  - Lisbeth Palme – szwedzka psycholog dziecięca, żona Olofa Palme[146]
  - Piotr Piętak – polski informatyk i polityk, w latach 2006–2007 podsekretarz stanu w Ministerstwie Spraw Wewnętrznych i Administracji[147][148]
  - Franciszek Sączewski – polski specjalista w zakresie chemii farmaceutycznej, prof. dr hab.[149][150]
  - Dick Slater – amerykański wrestler[151]
  - Narayan Datt Tiwari – hinduski polityk, premier Uttar Pradesh i Uttarakhand, minister spraw zagranicznych i finansów Indii[152]
- 17 października
  - Jerzy Aleksandrowicz – polski lekarz, psychiatra, profesor nauk medycznych, profesor zwyczajny Uniwersytetu Jagiellońskiego[153][154]
  - Carlos Boloña Behr – peruwiański polityk, w latach 1991–1993 minister finansów[155]
  - Valters Frīdenbergs – łotewski piosenkarz[156]
  - Leone Frollo – włoski twórca komiksów i erotyki[157]
  - Cornelius Gallagher – amerykański polityk, członek Izby Reprezentantów z New Jersey w latach 1959–1973[158][159]
  - Ara Güler – turecki fotograf prasowy pochodzenia ormiańskiego, nazywany „okiem Stambułu”[160][161]
  - Oli Herbert – amerykański gitarzysta, członek zespołu All That Remains[162]
  - Bonifacy Miązek – polski duchowny katolicki, poeta, krytyk literacki, historyk literatury[163]
  - Jacques Monory – francuski malarz i twórca filmowy[164]
  - Leon Saba – polski zootechnik, prof. dr hab.[165]
  - Derrick Sherwin – angielski producent telewizyjny, pisarz, scenarzysta i aktor[166]
  - Marek Starczewski – polski dziennikarz[167][168][169]
  - Fritz Wittmann – niemiecki polityk i prawnik, deputowany, w latach 1994–1998 prezes Związku Wypędzonych[170]
- 16 października
  - Ismail Amat – chiński polityk narodowości ujgurskiej, wiceszef Ogólnochińskiego Zgromadzenia Przedstawicieli Ludowych (parlamentu ChRL) i Ludowej Politycznej Konferencji Konsultatywnej Chin[171]
  - Ołeh Bazyłewycz – ukraiński piłkarz i trener piłkarski[172]
  - Grzegorz Białuński – polski historyk, profesor nauk humanistycznych, prorektor Uniwersytetu Warmińsko-Mazurskiego w Olsztynie[173]
  - Joseph Cistone – amerykański duchowny katolicki, biskup[174]
  - Jurij Christoradnow – radziecki polityk, członek Komitetu Centralnego Komunistycznej Partii Związku Radzieckiego (1976–1990)[175]
  - Margaret Hinxman – brytyjska pisarka[176]
  - Walter Huddleston – amerykański polityk, senator z Kentucky w latach 1973–1985[177]
  - Berthold Leibinger – niemiecki przedsiębiorca, filantrop i inżynier, szef przedsiębiorstwa Trumpf[178]
  - Pamela Lonsdale – brytyjska producent i reżyser telewizyjna[179]
  - Janina Michałkowa – polska historyczka sztuki, muzealnik, publicystka[180][181]
  - Giovanni Moretti – włoski duchowny katolicki, arcybiskup[182]
  - Dimitar Petrow – bułgarski reżyser i scenarzysta filmowy[183]
  - Bogdan Sawicki – polski dziennikarz[184]
  - Stefan Szram – polski patomorfolog, prof. dr hab.[185][186]
- 15 października
  - Paul Allen – amerykański przedsiębiorca i filantrop, multimiliarder, współzałożyciel Microsoftu[187]
  - Cicely Berry – brytyjska reżyser teatralna i trener wokalny[188]
  - Donald Ewer – brytyjski aktor
  - Eugeniusz Kamiński – polski aktor[189][190]
  - Ian Kiernan – australijski ekolog[191]
  - Ramón Darío Molina Jaramillo – kolumbijski duchowny katolicki, biskup diecezji Montería i Neiva[192]
  - Horst Mann – niemiecki lekkoatleta, sprinter[193]
  - Arto Paasilinna – fiński dziennikarz, pisarz[194]
  - Fernando Serena – hiszpański piłkarz[195]
  - Kazimierz Tumiński – polski działacz podziemia niepodległościowego w czasie II wojny światowej, przed śmiercią ostatni żyjący obrońca Grodna[196]
  - Andrzej Wyrobisz – polski historyk, profesor zwyczajny[197]
- 14 października
  - Eduardo Arroyo – hiszpański malarz, artysta grafik i projektant wzorów[198]
  - Enrique Baliño – urugwajski koszykarz, brązowy medalista olimpijski z 1952[199]
  - Patrick Baumann – szwajcarski działacz sportowy i prawnik[200]
  - Milena Dravić – serbska aktorka[201]
  - Michał Gawlicz – menedżer zespołów Habakuk i Makabunda[202][203][204]
  - Adam Witold Odrowąż-Wysocki – polski dziennikarz, wykładowca i działacz polityczny, wolnomularz[205]
  - Janusz Orszt – polski żołnierz podziemia niepodległościowego w czasie II wojny światowej, uczestnik powstania warszawskiego, działacz kombatancki[206][207]
  - Mel Ramos – amerykański malarz i nauczyciel akademicki, przedstawiciel pop-artu[208][209]
  - Gösta Svensson – szwedzki lekkoatleta, skoczek wzwyż[210]
  - Walentij Szwarow – ukraiński polityk, parlamentarzysta i menedżer, minister obrony w latach 1994–1996, wicepremier w latach 1993–1995[211]
- 13 października
  - Vicente Almeida d'Eça – portugalski wiceadmirał i polityk, gubernator i wysoki komisarz Wysp Zielonego Przylądka (1974–1975)[212]
  - François Bussini – francuski duchowny katolicki, biskup[213]
  - Annapurna Devi – hinduska muzyk grająca na surbaharze[214][215]
  - Władysław Grodecki – polski podróżnik[216]
  - Ksawery Krassowski – polski inżynier, twórca i prezes Izby Projektowania Budowlanego[217][218]
  - Nikolaj Pankin – rosyjski pływak i trener, brązowy medalista olimpijski z 1968[219]
  - Andrzej Słoma – polski dziennikarz, felietonista, regionalista, autor słowników[220]
  - Jim Taylor – amerykański futbolista[221]
- 12 października
  - Pik Botha – południowoafrykański dyplomata, polityk, minister spraw zagranicznych[222]
  - Franciszek Cemka – polski archeolog, ekspert w dziedzinie muzealnictwa[223]
  - Danuta Dąbrowska – polska okulistka, założycielka przedszkola dla dzieci niedowidzących i z zezem, dama Orderu Uśmiechu[224]
  - Takehisa Kosugi – japoński kompozytor muzyki klasycznej[225]
  - Pat Leane – australijjski lekkoatleta, wieloboista[226]
  - Maciej Michliński – polski zawodnik i trener tenisa[227]
  - Wiesław Spychalski – polski działacz na rzecz krwiodawstwa, kawaler orderów[228]
- 11 października
  - Ireneo Amantillo – filipiński duchowny katolicki, biskup[229]
  - Paul Andreu – francuski architekt i twórca[230]
  - Fatos Arapi – albański poeta i dramaturg[231]
  - Julian Bugiel – polski socjolog, prof. dr hab.[232][233][234]
  - Henryk Dłużewski – polski inżynier i społecznik, kawaler orderów[235][236][237]
  - Doug Ellis – angielski przedsiębiorca, szef klubu Aston Villa[238]
  - James Emswiller – amerykański technik dźwięku, laureat Nagrody Emmy[239][240]
  - Carol Hall – amerykańska kompozytorka[241]
  - Labinot Harbuzi – szwedzki piłkarz[242]
  - Dieter Kemper – niemiecki kolarz[243]
  - Zyta Oryszyn – polska pisarka, dziennikarka i tłumaczka[244]
  - Marian Rędzikowski – polski polityk i technik odlewnik, poseł na Sejm PRL VI kadencji (1972–1976)[245]
  - Engelbert Siebler – niemiecki duchowny katolicki, biskup[246]
  - Piotr Soszyński – polski gitarzysta, współzałożyciel i członek zespołu Super Duo[247]
  - Greg Stafford – amerykański projektant gier i publicysta[248]
  - Alina Suzin – polska kompozytorka, pianistka i poetka[249]
  - Hebe Uhart – argentyńska pisarka i nauczycielka[250]
- 10 października
  - Yvan Blot – francuski polityk, urzędnik państwowy, publicysta, eurodeputowany[251]
  - Raymond Danon – francuski producent filmowy[252]
  - Denzil Davies – brytyjski polityk[253]
  - Jean Delaneau – francuski polityk i samorządowiec, senator, od 1967 do 2001 mer Château-Renault, od 2001 do 2008 mer Autrèche[254]
  - Mary Midgley – brytyjska filozof i etyk, działaczka na rzecz praw zwierząt[255]
  - Laurence Forristal – irlandzki duchowny katolicki, biskup Ossory w latach 1981–2007[256]
  - Zbigniew Ruciński – polski aktor[257][258]
  - Tex Winter – amerykański trener koszykarski[259]
- 9 października
  - Czesław Dondziłło(inne języki) – polski dziennikarz i krytyk filmowy[260]
  - Jerzy Bogdan Kos – polski lekarz, poeta i działacz społeczny[261]
  - Alex Spanos – amerykański milioner i przedsiębiorca w branży nieruchomości pochodzenia greckiego, właściciel klubu Los Angeles Chargers[262]
  - Thomas Steitz – amerykański biochemik i biofizyk, laureat Nagrody Nobla w dziedzinie chemii (2009)[263]
  - Aranka Szabó-Bartha – węgierska lekkoatletka, sprinterka|[264]
  - Edward Szymanek – polski duchowny katolicki, biblista, przełożony generalny Towarzystwa Chrystusowego dla Polonii Zagranicznej w latach 1983–1989[265]
  - Leszek Wronko – polski operator dźwięku, więzień obozów pracy podczas II wojny światowej, laureat nagrody Stowarzyszenia Filmowców Polskich[266]
- 8 października
  - Arnold Kopelson – amerykański producent filmowy i prawnik, laureat Oscara za najlepszy film (1986)[267]
  - Jerzy Krupa – polski żołnierz podziemia niepodległościowego w czasie II wojny światowej oraz powojennego podziemia antykomunistycznego, kawaler orderów[268]
  - Peggie McCay – amerykańska aktorka[269]
  - Piotr Pawłowski – polski działacz społeczny, założyciel i prezes Stowarzyszenia Przyjaciół Integracji oraz Fundacji Integracja[270]
  - Stanisław Sikorski – polski specjalista w zakresie elektroniki półprzewodników, prof. dr hab.[271][272][273]
  - Gretchen Serrao – wenezuelska piosenkarka[274][275]
  - George Taliaferro – amerykański futbolista[276]
  - Joseph Tydings – amerykański polityk[277]
  - Hiroshi Wajima – japoński sudoka i wrestler, 54. yokozuna (arcymistrz)[278]
  - Venantino Venantini – włoski aktor[279]
- 7 października
  - Henryk Dzido – polski prawnik, adwokat, polityk, senator RP[280]
  - Gibba (Francesco Maurizio Guido) – włoski animator i reżyser[281]
  - Wojciech Mścichowski – polski dziennikarz[282][283]
  - Oleg Pawłow – rosyjski pisarz i krytyk literacki[284]
  - Jadwiga Stadnikiewicz-Kerep – polska tłumaczka literatury chorwackiej i serbskiej[285]
  - Wojciech Szuppe – polski siatkarz[286]
  - Celeste Yarnall – amerykańska aktorka[287]
  - Krystyna Wowkonowicz – polska aktorka[288][289]
- 6 października
  - Don Askarian – ormiański reżyser, producent i scenarzysta filmowy[290]
  - Eef Bouwers – holenderski dziennikarz, menedżer i rzecznik prasowy (m.in. koncernu Philips)[291]
  - Augustyn Bujak – polski piłkarz[292][293]
  - Montserrat Caballé – hiszpańska śpiewaczka operowa[294]
  - George Kaftan – amerykański baseballista[295]
  - Wiktoria Marinowa – bułgarska dziennikarka, prezenterka telewizyjna[296]
  - Sonja Nissenbaum – żydowska filantropka, w latach 2002–2018 prezes Fundacji Rodziny Nissenbaumów[297][298]
  - Krystian Stefan Prałat – polski działacz partyjny i kombatancki, kawaler orderów[299]
  - Grażyna Strumiłło-Miłosz – polska pisarka i tłumaczka[300]
  - Michel Vovelle – francuski historyk[301]
  - Scott Wilson – amerykański aktor[302]
  - Czesław Włodarek – polski żołnierz podziemia niepodległościowego w czasie II wojny światowej, kawaler orderów[303][304]
- 5 października
  - Hryhorij Chiżniak – ukraiński koszykarz[305]
  - Elżbieta Cicha – polska muzealniczka, regionalistka i publicystka[306]
  - Janusz Ciesielski – polski szachista[307][308]
  - Louis DeSimone – amerykański duchowny katolicki, biskup pomocniczy Filadelfii[309]
  - Wiktor Jackiewicz – polski architekt, profesor zwyczajny Wydziału Architektury Politechniki Śląskiej[310]
  - Karl Mildenberger – niemiecki bokser[311]
  - Kazimierz Moes – polski urzędnik, prezes Polskiego Towarzystwa Ziemiańskiego w latach 2005–2009[312][313][314]
  - Bogdan Snoch – polski historyk[315][316]
  - Marek Wiśniewski – polski działacz futsalowy[317][318]
  - Jerzy Witkowski – polski żołnierz podziemia niepodległościowego w czasie II wojny światowej, kawaler orderów[319][320]
- 4 października
  - Dave Anderson – amerykański dziennikarz sportowy i autor książek, laureat Nagrody Pulitzera (1981)[321]
  - Jeanne Ashworth – amerykańska łyżwiarka szybka, brązowa medalistka olimpijska (1960)[322]
  - Hamiet Bluiett – amerykański saksofonista, klarnecista i kompozytor jazzowy[323]
  - Jerzy Kowalczyk – polski historyk sztuki, profesor[324]
  - Janusz Lewandowski – polski ekonomista, specjalista w zakresie ekonomiki i organizacji produkcji zwierzęcej, prof. dr hab.[325][326]
  - Kurt Malangré – niemiecki polityk, prawnik i samorządowiec, w latach 1973–1989 nadburmistrz Akwizgranu, eurodeputowany[327]
  - Bert Romp – holenderski jeździec sportowy[328]
  - Teresa Rubinowska – polska himalaistka[329][330]
  - John Tyrrell – brytyjski muzykolog, nauczyciel akademicki i autor książek[331]
  - Will Vinton – amerykański animator i twórca filmowy, laureat nagród Emmy i Oscara za najlepszy krótkometrażowy film animowany[332]
- 3 października
  - Alfred Beszterda – polski  prawnik i działacz partyjny[333]
  - Saak Karapietian – rosyjski urzędnik, zastępca prokuratora generalnego Federacji Rosyjskiej[334][335]
- Piotr Dziedzic – polski literaturoznawca, dr hab., nauczyciel akademicki Uniwersytetu Śląskiego[336][337]
  - Leon Lederman – amerykański fizyk, laureat Nagrody Nobla[338]
  - Wacław Sikorski – polski żołnierz podziemia niepodległościowego w czasie II wojny światowej oraz powojennego podziemia antykomunistycznego[339]
  - Albert Załuski – polski plastyk[340]
- 2 października
  - Dżamal Chaszukdżi – saudyjski dziennikarz i komentator polityczny[341][342]
  - Geoff Emerick – brytyjski inżynier dźwięku i producent muzyczny, współpracownik zespołu The Beatles[343]
  - Roman Karcew – rosyjski aktor, Ludowy Artysta Federacji Rosyjskiej[344]
  - Zbigniew Pęczalski – polski działacz podziemia niepodległościowego w czasie II wojny światowej oraz powojenny działacz kombatancki[345][346]
  - José Lorenzo Sartori – argentyński duchowny katolicki, biskup San Roque de Presidencia Roque Sáenz Peña[347]
  - Wendy Atkin – brytyjska epidemiolog[348]
- 1 października
  - Charles Aznavour – francuski piosenkarz, kompozytor i aktor[349]
  - Stelvio Cipriani – włoski kompozytor muzyki filmowej[350]
  - Ben Daglish – angielski kompozytor muzyki do gier komputerowych[351]
  - Carlos Ezquerra – hiszpański twórca komiksów[352]
  - Jerry González – amerykański perkusjonista, trębacz i lider zespołów jazzowych[353]
  - Ireneusz Makles – polski dyplomata[354][355]
  - Đỗ Mười – wietnamski polityk, premier Wietnamu w latach 1988–1991, sekretarz generalny Komunistycznej Partii Wietnamu w latach 1991–1997[356]
  - Arkadiusz Olczyk – polski duchowny katolicki, doktor habilitowany nauk teologicznych[357]
  - Graciano Rocchigiani – niemiecki bokser, mistrz świata[358]
  - Jacek Ryś – polski aktor[359]
  - Meeri Saari – fińska lekkoatletka, kulomiotka[360]
  - Franco Sar – włoski lekkoatleta, wieloboista[361]
  - Antoine Sfeir – francusko-libański dziennikarz i politolog, badacz islamu i Bliskiego Wschodu[362]
  - María Teresa Sosa – gwatemalska polityk i działaczka społeczna, od 1982 do 1983 Pierwsza dama jako żona Efraína Ríos Montta[363]

data dzienna nieznana
- Luka Koprivšek – słoweński trener skoków narciarskich[364]
- Andrzej Marczykiewicz – polski brydżysta[365]
- Todd Reid – australijski tenisista[366]
- Boris Trivan – serbski dziennikarz[367][368]